# Frank Vogel (Fußballspieler)
Frank Vogel (* 26. Juli 1963 in Schwerin) ist ein ehemaliger deutscher Fußballspieler in der Abwehr. Er spielte für den BFC Dynamo und die BSG Energie Cottbus in der DDR-Oberliga.

## Karriere
Vogel spielte in seiner Jugend von 1971 bis 1977 bei der SG Dynamo Schwerin und durchlief anschließend die Jugendabteilungen des BFC Dynamo bis hin zur ersten Mannschaft. Am 16. April 1983 debütierte er in der Oberliga, als er am 21. Spieltag beim 4:0-Sieg gegen den Halleschen FC Chemie in der 74. Minute eingewechselt wurde. 1986 wurde er vom Oberligisten BSG Energie Cottbus verpflichtet. Am 16. August 1986, dem 1. Spieltag, stand er bei der 1:3-Niederlage gegen den FC Karl-Marx-Stadt in der Startelf. Auch in der Folgezeit war Vogel Stammspieler und verpasste nur drei Partien. Am letzten Spieltag der Saison 1986/87, 6. Juni 1987, schoss er in der 88. Minute das Tor zum 0:1-Sieg gegen die BSG Stahl Brandenburg. Nach dem Abstieg in die zweitklassige DDR-Liga zählte Vogel zum Stammpersonal und absolvierte 33 Spiele, in denen er einmal traf. In den folgenden drei Spielzeiten in der Oberliga 1988/89, 1989/90 und 1990/91 stand er regelmäßig auf dem Platz. In dieser Zeit schoss er fünf Tore in 69 Spielen. 1991 wechselte er zum |1. FC Union Berlin, der wie Cottbus nach der Wende in der drittklassigen Fußball-Oberliga Nordost spielte. In seiner ersten Saison für die Berliner schoss er neun Tore in 32 Ligaspielen. In der Folgesaison kam er immerhin noch auf 20 Einsätze und drei Treffer, bevor er 1993 seine Karriere beendete.